# Petter Sørlle
Petter Martin Mattias Koch Sørlle (* 16. Februar 1884 in Tune bei Sarpsborg; † 18. März 1933 in Tønsberg) war ein norwegischer Walfängerkapitän, Polarforscher und Erfinder.

## Leben
Sørlle stammt aus einer Familie von Seeleuten. Sein Vater Petter Mathias Koch (1854–1883) starb drei Monate vor seiner Geburt auf See. Seine Mutter Margrete Kristine Sørlle (1856–unbekannt) heiratete erneut und wanderte 1890 ohne ihren Sohn in die Vereinigten Staaten aus. Sørlle wuchs bei seinen Großeltern in Sandefjord auf und ging im Alter von 14 Jahren erstmals zur See. Als Walfängerkapitän war er ein enger Mitarbeiter des norwegischen Walfangmagnaten Carl Anton Larsen. Im April 1909 heiratete er die damals erst 16-jährige Signy Therese Gulbraar (1892–1988). Aus der Ehe gingen fünf Töchter hervor.
Im Jahr 1911 reiste Sørlle an Bord des Walfängers Paal erstmals zu den Südlichen Orkneyinseln zur Erschließung neuer Fanggründe. Zwischen 1912 und 1913 befuhr er als Harpunier desselben Schiffs diese Gewässer erneut. In dieser Zeit nahm er zahlreiche Vermessungen der Südlichen Orkneyinseln vor. Signy Island benannte er nach seiner Frau. 1915 war er in den Gewässern um Südgeorgien tätig und wurde erster Verwalter der Walfangstation in Stromness. Ab 1922 war er Patentinhaber für eine Slipanlage auf Fangschiffen für das Einholen erlegter Wale. 
Sørlle starb im Alter von 49 Jahren nach kurzer Krankheit. Nach ihm sind der Berg Sørlle Buttress auf Südgeorgien sowie die Sørlle Rocks, Kap Sørlle und die Petter Bay im Archipel der Südlichen Orkneyinseln benannt.